# MTV ao Vivo: Arlindo Cruz
MTV ao Vivo é um álbum ao vivo do cantor Arlindo Cruz, lançado em 2009 pela Deckdisc.

## Faixas
1. "Abertura"
2. "Um Velho Malandro de Corpo Fechado / Da Melhor Qualidade"
3. "O Show Tem Que Continuar"
4. "Camarão Que Dorme A Onda Leva / SPC / Bagaço da Laranja"
5. "Vê Se Não Demora (Versão 2)" (com Zeca Pagodinho)
6. "Chegamos ao Fim"
7. "A Pureza da Flor"
8. "Bom Aprendiz"
9. "O Que é o Amor"
10. "Ainda é Tempo Pra Ser Feliz"
11. "Além do Meu Queres / Amor Com Certeza / Será Que é Amor"
12. "Não Dá"
13. "Saudade Louca (Versão 1)" (com Beth Carvalho)
14. "Meu Lugar"
15. "Amor à Favela"
16. "Favela / Numa Cidade Muito Longe Daqui (Polícia e Bandido)"
17. "Mão Fina (Versão 2)" (com Marcelo D2)
18. "Dora / Samba de Arerê"
19. "O Império Do Divino / Aquarela Brasileira" (com Arlindo Neto)
20. "Quem Gosta De Mim"

Extras
0021. "Vídeo Clip: Meu Lugar"

0022. "Entrevista: Pagode do Arlindo"